# أحمد بن عبد الله شنبل
أحمد بن عبد الله شنبل (872 - 920 هـ) إمام وعالم دين ومؤرخ من أهل حضرموت. مال إلى علم الأدب والتاريخ، ووضع تاريخًا لحضرموت عرف بـ«تاريخ شنبل» جمع فيه بين لطائف تاريخية وأحكام شرعية ومواعظ نافعة، وهو مصدر تاريخي لفترة تقارب عشرة قرون كاملة.

## نسبه
أحمد بن عبد الله بن علوي شنبل بن حسن بن أحمد بن محمد أسد الله بن حسن الترابي بن علي بن الفقيه المقدم محمد بن علي بن محمد صاحب مرباط بن علي خالع قسم بن علوي بن محمد بن علوي بن عبيد الله بن أحمد المهاجر بن عيسى بن محمد النقيب بن علي العريضي بن جعفر الصادق بن محمد الباقر بن علي زين العابدين بن الحسين السبط بن علي بن أبي طالب، وعلي زوج فاطمة بنت محمد ﷺ.
فهو الحفيد 24 لرسول الله محمد ﷺ في سلسلة نسبه.

## مولده ونشأته
ولد بتريم في حضرموت سنة 872 هـ. حفظ القرآن وغيره وتفقه وتصوف وبرع في الفنون الأدبية وعلوم العربية وقرأ كتبًا كثيرة في علم الحديث. وصحب الأكابر من مشايخ عصره، وجد في الطلب والاشتغال وشد في ذلك الرحال، حيث ارتحل إلى بلاد كثيرة، وسمع بها ولبس الخرقة الشريفة من كثيرين. وكان له اعتناء تام بكتب التواريخ وأيام العرب والأمم الماضية وجمع تاريخًا في بابه.

## مؤلفاته
له كتاب «تاريخ شنبل» ويسمى أيضا «التاريخ الأكمل»، خصصه في تاريخ حضرموت وهو مرتب على السنين تبتدئ من سنة 501 هـ إلى أوائل القرن العاشر الهجري، واعتمد فيه بشكل كبير على كتاب «البهاء» للمؤرخ عبد الرحمن بن علي بن حسان المتوفى سنة 818 هـ صاحب أقدم تاريخ حضرمي مرتب على الحوادث والسنين.

## وفاته
توفي لست بقين من شهر رجب سنة 920 هـ بتريم ودفن في مقبرة زنبل.

### استشهادات
1. ↑  كحالة، عمر رضا (1414 هـ). معجم المؤلفين (PDF). بيروت، لبنان: مؤسسة الرسالة. ج. الجزء الأول. ص. 184. مؤرشف من الأصل (PDF) في 17 يناير 2021. {{استشهاد بكتاب}}: تحقق من التاريخ في: |تاريخ= (مساعدة)
2. ↑  الزركلي، خير الدين (2002). الأعلام (PDF). بيروت، لبنان: دار العلم للملايين. ج. الجزء الأول. ص. 160. مؤرشف من الأصل (PDF) في 2020-09-22.
3. ↑  المشهور، عبد الرحمن بن محمد (1404 هـ). شمس الظهيرة (PDF). جدة، السعودية: عالم المعرفة. ج. الجزء الثاني. ص. 451. مؤرشف من الأصل (PDF) في 2 يناير 2020. {{استشهاد بكتاب}}: تحقق من التاريخ في: |تاريخ= (مساعدة)
4. ↑  الشلي، محمد بن أبي بكر (1402 هـ). المشرع الروي في مناقب السادة الكرام آل أبي علوي (PDF) (ط. الثانية). ج. الجزء الثاني. ص. 148. مؤرشف من الأصل (PDF) في 4 ديسمبر 2020. {{استشهاد بكتاب}}: تحقق من التاريخ في: |تاريخ= (مساعدة)
5. ↑  الحبشي، عبد الله بن محمد (1425 هـ). مصادر الفكر الإسلامي في اليمن. أبوظبي، الإمارات العربية المتحدة: المجمع الثقافي. ص. 499. {{استشهاد بكتاب}}: تحقق من التاريخ في: |تاريخ= (مساعدة)
6. ↑  حسان، عبد الرحمن بن علي (1441 هـ). البهاء في تاريخ حضرموت. عمان، الأردن: دار الفتح. {{استشهاد بكتاب}}: تحقق من التاريخ في: |تاريخ= (مساعدة)
7. ↑  الشلي، محمد بن أبي بكر (1425 هـ). السناء الباهر بتكميل النور السافر. صنعاء، اليمن: مكتبة الإرشاد. ص. 124. {{استشهاد بكتاب}}: تحقق من التاريخ في: |تاريخ= (مساعدة)